# 클래시 오브 더 챔피언스
클래시 오브 더 챔피언스(Clash of the Champions)는 1988년부터 1997년까지 NWA(1988년)와 WCW(1988년부터 1997년까지)가 월간 TV 스페셜로 진행하던 프로그램이었다. WWE가 브랜드 흡수합병에 따라 폐지되었다가 2016년 7월 RAW, 스맥다운을 WWE 드래프트로 5년만에 다시 분리하기 시작하여 WWE 나이트 오브 챔피언스를 대신하여, RAW 독점 PPV인 WWE 클래시 오브 챔피언스로 부활되었다. 2017년부터는 스맥다운 독점 PPV로 변경된다.

## NWA 클래시 오브 챔피언스 개최지
| # | 이벤트 명칭                               | 날짜            | 개최한 곳  | 경기장                | 관중수 | 메인 이벤트                                                                 |
| - | ----------------------------------------- | --------------- | ---------- | --------------------- | ------ | --------------------------------------------------------------------------- |
| 1 | 클래시 오브 챔피언스 I                    | 1988년 3월 27일 | 그린즈버러 | 그린즈버러 콜리시엄   | 6,000  | 릭 플레어 vs. 스팅 (NWA 월드 헤비웨이트 챔피언십)                           |
| 2 | 클래시 오브 챔피언스 II : 마이애미 메이헴 | 1988년 6월 8일  | 마이애미   | 제임스 L. 나이트 센터 | 2,400  | 암 앤더슨 & 털리 블랜차드 vs. 스팅 & 더스티 로즈 (NWA 월드 태그팀 챔피언십) |
| 3 | 클래시 오브 챔피언스 III : 폴 브롤        | 1988년 9월 7일  | 올버니     | 올버니 시빅 센터      | 3,700  | 스팅 vs. 배리 윈드햄 (NWA 유나이티드 스테이츠 헤비웨이트 챔피언십)          |

## WCW 클래시 오브 챔피언스 개최지
| #  | 이벤트 명칭                                           | 날짜             | 개최한 곳        | 경기장                             | 관중수 | 메인 이벤트 |
| -- | ----------------------------------------------------- | ---------------- | ---------------- | ---------------------------------- | ------ | --- |
| 4  | 클래시 오브 챔피언스 IV : 시즌스 비팅즈               | 1988년 12월 7일  | 채터누가         | UTC 아레나                         | 8,000  | 릭 플레어 & 배리 윈드햄 vs. 미드 나잇 익스프레스 (바비 이튼 & 스탄 레인) (태그팀 매치)                                                                      |
| 5  | 클래시 오브 챔피언스 V : 세인트 밸런타인스 마스퀘어   | 1989년 2월 15일  | 클리블랜드       | 클리블랜드 컨벤션 센터             | 5,000  | 로드 워리어스 (애니멀 & 호크) & 겐이치로 텐류 vs. 바서티 클럽 (마이크 로툰다 & 케빈 설리반, 스티브 월리암스) (NWA 월드 식스맨 태그팀 챔피언십)              |
| 6  | 클래시 오브 챔피언스 VI : 레이징 카준                 | 1989년 4월 2일   | 뉴올리언스       | 루이지애나 슈퍼돔                  | 5,300  | 리키 스팀보트 vs. 릭 플레어 (NWA 유나이티드 스테이츠 헤비웨이트 챔피언십, 식스티-미닛 타임 리밋 투 아웃 오브 트리 폴스 매치)                                |
| 7  | 클래시 오브 챔피언스 VII : 거트스 앤 글로리           | 1989년 6월 14일  | 포트 브래그      | 리츠-엡스 피트니스 센터            | 빈칸   | 리키 스팀보트 vs. 테리 펑크 |
| 8  | 클래시 오브 챔피언스 VIII : 폴 브롤 89                | 1989년 9월 12일  | 컬럼비아         | 캐롤라이나 콜리시엄                | 2,600  | 스팅 & 릭 플레어 vs. 딕 슬레이터 & 더 그레이트 무타 (태그팀 매치)                                                                                           |
| 9  | 클래시 오브 챔피언스 IX : 뉴욕 넉아웃                 | 1989년 11월 15일 | 트로이           | 휴스턴 필드 하우스                 | 4,000  | 릭 플레어 vs. 테리 펑크 (아이 큇 매치) |
| 10 | 클래시 오브 챔피언스 X : 텍사스 슛아웃                | 1990년 2월 6일   | 코퍼스크리스티   | 메모리얼 콜리시엄                  | 3,000  | 포 호스맨 (릭 플레어, 올 앤더슨 & 암 앤더슨) vs. 게리 하트 인터내셔널 (드래곤마스터, 버즈 소이어 & 더 그레이트 무타) (식스맨 태그팀 스틸 케이지 매치)       |
| 11 | 클래시 오브 챔피언스 XI : 코스탈 크러쉬               | 1990년 6월 13일  | 찰스턴           | 맥앨리스터 필드 하우스             | 4,100  | 배리 윈드햄 vs. 덕 퍼나스 |
| 12 | 클래시 오브 챔피언스 XII : 마운틴 매드니스/폴 브롤 90 | 1990년 9월 5일   | 애슈빌           | 애슈빌 시빅 센터                   | 4,000  | 스팅 vs. 블랙 스콜피온 (NWA 월드 헤비웨이트 챔피언십) |
| 13 | 클래시 오브 챔피언스 XIII : 땡스기빙 선더             | 1990년 11월 20일 | 잭슨빌           | 잭슨빌 콜리시엄                    | 5,000  | 릭 플레어 vs. 부취 리드 |
| 14 | 클래시 오브 챔피언스 XIV : 딕시 다이너마이트          | 1991년 1월 30일  | 게인즈빌         | 조지아 마운틴스 센터               | 2,200  | 릭 플레어 vs. 스콧 스타이너 (WCW 월드 헤비웨이트 챔피언십)                                                                                                  |
| 15 | 클래시 오브 챔피언스 XV : 녹스빌 USA                  | 1991년 6월 12일  | 녹스빌           | 시빅 오디토리움                    | 5,000  | 릭 플레어 vs. 바비 이튼 (WCW 월드 헤비웨이트 챔피언십, 투 아웃 오브 트리 폴스 매치)                                                                         |
| 16 | 클래시 오브 챔피언스 XVI : 폴 브롤                    | 1991년 9월 5일   | 오거스타         | 오거스타-리치먼드 카운티 시빅 센터 | 2,800  | 엔포서즈 (암 앤더슨 & 래리 즈비스코 vs. 릭 스타이너 & 빌 카즈마이어 (WCW 월드 태그팀 챔피언십, 토너먼트 파이널)                                             |
| 17 | 클래시 오브 챔피언스 XVII                             | 1991년 11월 19일 | 서배너           | 서배너 시빅 센터                   | 6,922  | 렉스 루거 vs. 릭 스타이너 (WCW 월드 헤비웨이트 챔피언십) |
| 18 | 클래시 오브 챔피언스 XVIII                            | 1992년 1월 21일  | 토피카           | 캔자스 엑스포센터                  | 5,500  | 스팅 & 리키 스팀보트 vs. 스티브 오스틴 & 릭 루드 (태그팀 매치)                                                                                              |
| 19 | 클래시 오브 챔피언스 XIX                              | 1992년 6월 16일  | 찰스턴           | 맥앨리스터 필드 하우스             | 4,600  | 테리 고디 & 스티브 월리암스 vs. 스타이너 브라더스 (릭 스타이너 & 스콧 스타이너) (NWA 월드 태그팀 챔피언십 토너먼트 쿼터 파이널)                             |
| 20 | 클래시 오브 챔피언스 XX : 20th 애니버서리             | 1992년 9월 2일   | 애틀랜타         | 센터 스테이지 티털                 | 빈칸   | 릭 루드, 제이크 로버츠, 슈퍼 인베이더 & 빅 밴 베이더 vs. 스팅, 니키타 콜로프 & 스타이너 브라더스 (릭 스타이너 & 스콧 스타이너) (4 대 4 일리미네이션 매치)   |
| 21 | 클래시 오브 챔피언스 XXI                              | 1992년 11월 18일 | 메이컨           | 메이컨 콜리시엄                    | 빈칸   | 리키 스팀보트 & 셰인 더글러스 vs. 배리 윈드햄 & 더스틴 로즈 (NWA 월드 태그팀 챔피언십 & WCW 월드 태그팀 챔피언십)                                           |
| 22 | 클래시 오브 챔피언스 XXII                             | 1993년 1월 13일  | 밀워키           | 밀워키 씨어터 앳 더 메카           | 빈칸   | 더스틴 로즈, 스팅 & 캑터스 잭 vs. 빅 밴 베이더, 배리 윈드햄 & 폴 온돌프 (선더케이지)                                                                        |
| 23 | 클래시 오브 챔피언스 XXIII                            | 1993년 6월 16일  | 노퍽             | 노퍽 스코프                        | 빈칸   | 릭 플레어 & 안 앤더슨 vs. 헐리우드 블론드 (브라이언 필만 & 스티브 오스틴 (NWA 월드 태그팀 챔피언십 & WCW 월드 태그팀 챔피언십, 투 아웃 오브 트리 폴스 매치) |
| 24 | 클래시 오브 챔피언스 XXIV                             | 1993년 8월 18일  | 데이토나비치     | 오션 센터                          | 빈칸   | 빅 밴 베이더 vs. 데이비 보이 스미스 (WCW 월드 헤비웨이트 챔피언십)                                                                                          |
| 25 | 클래시 오브 챔피언스 XXV                              | 1993년 11월 10일 | 세인트피터즈버그 | 베이프론트 아레나                  | 빈칸   | 베이더 vs. 릭 플레어 (WCW 월드 헤비웨이트 챔피언십) |
| 26 | 클래시 오브 챔피언스 XXVI                             | 1994년 1월 27일  | 배턴루지         | 리버사이드 센트로플렉스            | 빈칸   | 스팅 & 릭 플레어 vs. 베이더 & 릭 루드 (일리미네이션 태그팀 매치)                                                                                            |
| 27 | 클래시 오브 챔피언스 XXVII                            | 1994년 6월 23일  | 찰스턴           | 노스 찰스턴 콜리시엄               | 빈칸   | 릭 플레어 vs. 스팅 (WCW 월드 헤비웨이트 챔피언십 & WCW 인터내셔널 월드 헤비웨이트 챔피언십 통합 매치)                                                       |
| 28 | 클래시 오브 챔피언스 XXVIII                           | 1994년 8월 24일  | 시더래피즈       | 포 시즌즈 센터                     | 빈칸   | 헐크 호건 vs. 릭 플레어 (WCW 월드 헤비웨이트 챔피언십) |
| 29 | 클래시 오브 챔피언스 XXIX                             | 1994년 11월 16일 | 잭슨빌           | 잭슨빌 콜리시엄                    | 빈칸   | 헐크 호건, 스팅 & 데이브 설리반 vs. 더 부처, 아발란체 & 케빈 설리반 (식스맨 태그팀 매치 스페셜 게스트 레퍼리 미스터 T)                                      |
| 30 | 클래시 오브 챔피언스 XXX                              | 1995년 1월 25일  | 라스베이거스     | 시저스 팰리스                      | 빈칸   | 헐크 호건 & 랜디 새비지 vs. 케빈 설리반 & 더 부처 (태그팀 매치)                                                                                             |
| 31 | 클래시 오브 챔피언스 XXXI                             | 1995년 8월 6일   | 데이토나비치     | 오션 센터                          | 빈칸   | 베이더 vs. 릭 플레어 & 안 앤더슨 (핸디캡 매치) |
| 32 | 클래시 오브 챔피언스 XXXII                            | 1996년 1월 23일  | 라스베이거스     | 시저스 팰리스                      | 빈칸   | 릭 플레어 & 더 자이언트 vs. 헐크 호건 & 랜디 새비지 (태그팀 매치)                                                                                           |
| 33 | 클래시 오브 챔피언스 XXXIII                           | 1996년 8월 15일  | 덴버             | 덴버 콜리시엄                      | 빈칸   | 헐리우드 호건 vs. 릭 플레어 (WCW 월드 헤비웨이트 챔피언십)                                                                                                  |
| 34 | 클래시 오브 챔피언스 XXXIV                            | 1997년 1월 21일  | 밀워키           | 위스콘신 센터 아레나               | 빈칸   | 렉스 루거 vs. 스캇 홀 |
| 35 | 클래시 오브 챔피언스 XXXV                             | 1997년 8월 21일  | 내슈빌           | 내슈빌 뮤니시펄 오디터리움         | 빈칸   | 스캇 홀 & 랜디 새비지 vs. 다이아몬드 댈러스 페이지 & 렉스 루거 (WCW 월드 태그팀 챔피언십)                                                                   |